# Ted Whiteaway
Edward N. Whiteaway (1 de novembro de 1928 – 18 de outubro de 1995), mais conhecido como Ted Whiteaway foi um automobilista britânico nascido na Inglaterra que participou do GP de Mônaco de 1955 de Fórmula 1, entretanto, Ted não se qualificou para a corrida.